# Wallis e Futuna
Il territorio di Wallis e Futuna (in francese Territoire des îles Wallis et Futuna o Wallis-et-Futuna; in uveano e futuniano: ‘Uvea mo Futuna) è una collettività d'oltremare francese, composto principalmente da tre isole vulcaniche tropicali (Wallis, Futuna e Alofi) con scogliere areali che si trovano nella parte sud dell'oceano Pacifico, fra le isole Figi, Samoa, Tuvalu e Tonga con 11 199 abitanti al censimento del 2025.

## Storia
Anche se vennero scoperte dagli olandesi e dai britannici nel XVII e XVIII secolo, furono i francesi i primi europei a stabilirsi in questo territorio, con l'arrivo di missionari nel 1837, tra cui Pierre Bataillon che convertirono la popolazione al cattolicesimo. Il 5 aprile 1842, essi chiesero la protezione della Francia a seguito della ribellione di parte della popolazione locale. Il 5 aprile 1887, la regina Amelia di 'Uvea (sull'isola di Wallis) firmò un trattato ufficiale che stabiliva il protettorato francese. I re di Sigave e Alo, sulle isole di Futuna e Alofi, firmarono anch'essi un trattato che stabiliva un protettorato francese, il 16 febbraio 1888. Le isole vennero poste sotto l'autorità della colonia francese della Nuova Caledonia.
Nel 1917, i tre regni tradizionali vennero annessi alla Francia e trasformati nella Colonia di Wallis e Futuna, sempre sotto l'autorità della Nuova Caledonia. Nel 1959, gli abitanti delle isole votarono per diventare un territorio d'oltremare francese, in vigore dal 1961, ponendo quindi fine alla subordinazione alla Nuova Caledonia.

## Politica
Il territorio è diviso nei tre regni tradizionali (royaumes coutumiers): Uvea (sull'isola di Wallis), Sigave (sulla parte ovest dell'isola di Futuna), e Alo (sull'isola di Alofi e sulla parte est di Futuna). Uvea è ulteriormente suddiviso in tre distretti: Hahake, Hihifo, e Mu'a. Il capoluogo del territorio è Mata Utu, sull'isola di Wallis (che è anche la più popolosa).
In quanto territorio francese, è governato secondo la costituzione francese del 28 settembre 1958: usa il sistema legale francese, ed il suffragio è universale per i maggiori di 18 anni. Il presidente della Repubblica, su consiglio del Ministero dell'interno francese, nomina, come proprio rappresentante, un Amministratore Superiore.
Capo del governo è il presidente dell'Assemblea territoriale. Il Consiglio dei territori è formato dai re dei tre regni tradizionali e di tre membri nominati dall'Amministratore Superiore, su indicazione dell'Assemblea territoriale.
Il ramo legislativo consiste di un'Assemblea territoriale unicamerale (o Assemblée territoriale) con 20 seggi, i cui membri vengono eletti con voto popolare, per un mandato di cinque anni. Wallis e Futuna eleggono un senatore al Senato francese ed un deputato per l'Assemblea nazionale francese.
La giustizia viene in genere amministrata secondo il diritto francese, da un tribunale di prima istanza a Mata Utu, ma i tre regni tradizionali amministrano la giustizia secondo le leggi tradizionali (solo per illeciti non penali). La corte di appello si trova a Numea, nella Nuova Caledonia.
Il territorio partecipa al Segretariato delle comunità del Pacifico.

### Sovrani tradizionali
Le isole sono divise in tre regni tradizionali, i cui attuali sovrani sono:
- Patalione Kanimoa, sovrano di 'Uvea dal 2016
- Lino Leleivai, sovrano di Alo dal 2018
- Eufenio Takala, sovrano di Sigave dal 2016

## Geografia
Wallis e Futuna si trova a circa due terzi della distanza tra le Hawaii e la Nuova Zelanda, alle coordinate 13°18′S 176°12′W.
Il territorio comprende l'isola di Wallis (la più popolosa), l'isola di Futuna, la disabitata isola di Alofi (sembra che la popolazione di Alofi sia stata sterminata dalla popolazione cannibale di Futuna nel corso di una singola incursione nel XIX secolo), e 20 isolotti disabitati, per un totale di 274 km² con 129 km di linea costiera. Il punto più elevato è il monte Singavi (sull'isola di Futuna) con 524 m.
Le isole hanno una stagione calda e piovosa da novembre ad aprile, ed una secca e fredda da maggio a ottobre. Le piogge accumulano da 2 500 a 3 000 millimetri ogni anno. L'umidità media è dell'80% e la temperatura media di 26,6 °C.
Solo il cinque percento del territorio dell'isola è arabile; piantagioni permanenti coprono un altro 20%. La deforestazione (resta solo una piccola parte della foresta originale), ampiamente dovuta al continuo uso di legname come principale fonte di combustibile, è un grave problema. Come conseguenza del continuo abbattimento delle foreste, il terreno montagnoso di Futuna è particolarmente soggetto all'erosione. Non ci sono insediamenti permanenti su Alofi a causa della mancanza di fonti naturali d'acqua dolce.
Le Wallis e Futuna sono composte dalle seguenti isole:

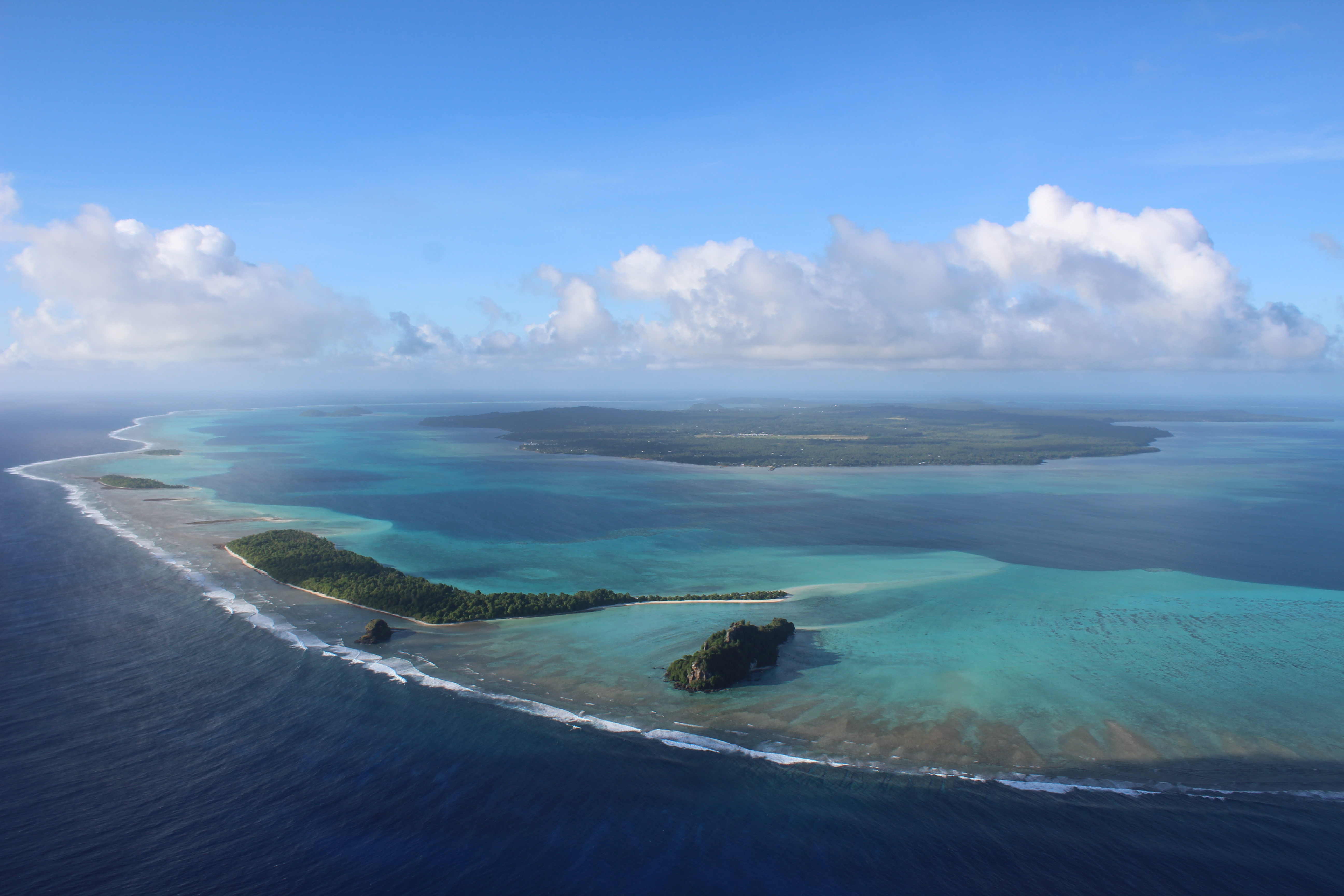
Veduta dell'isola di Wallis

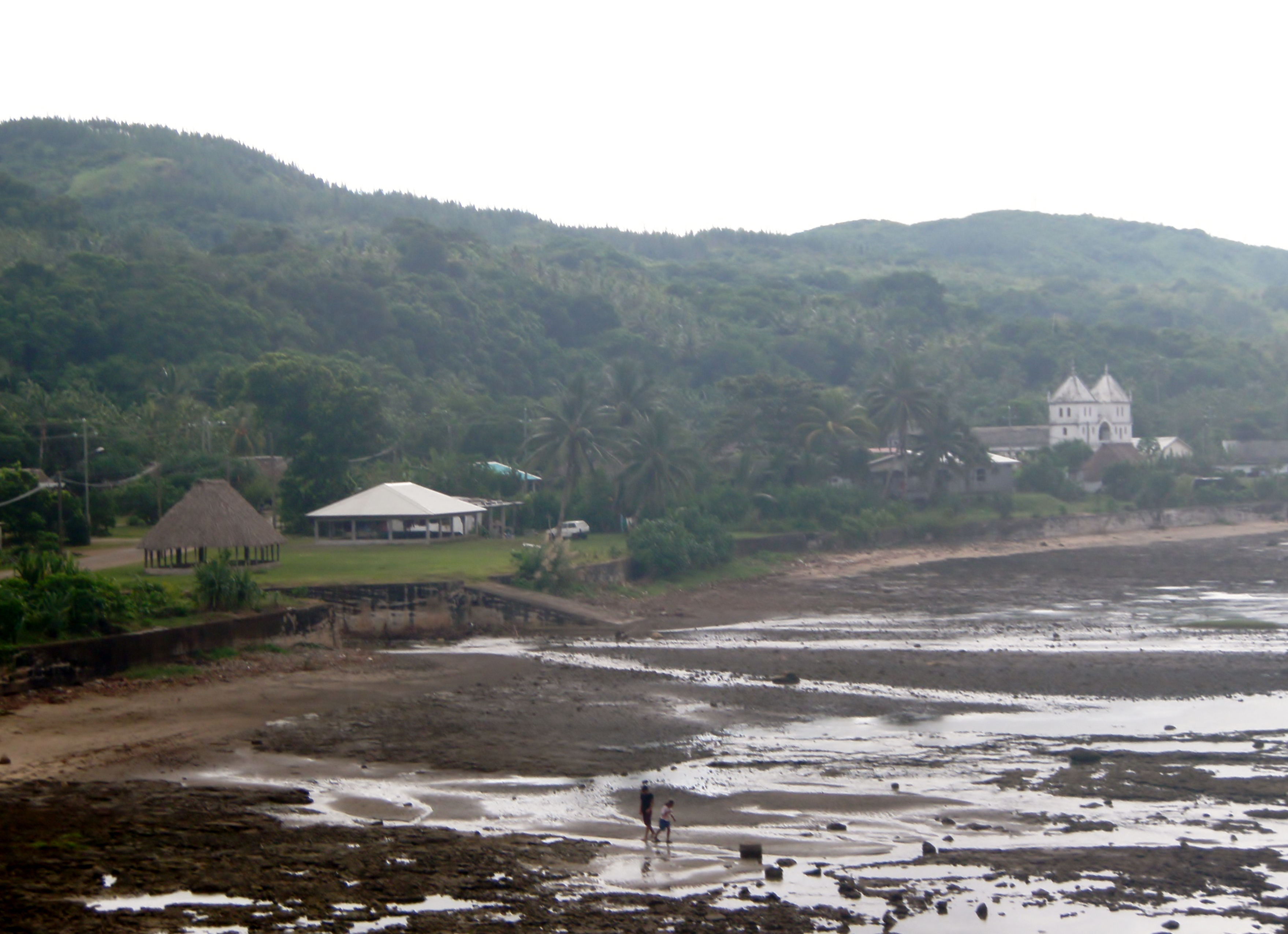
La spiaggia di Taua a Futuna

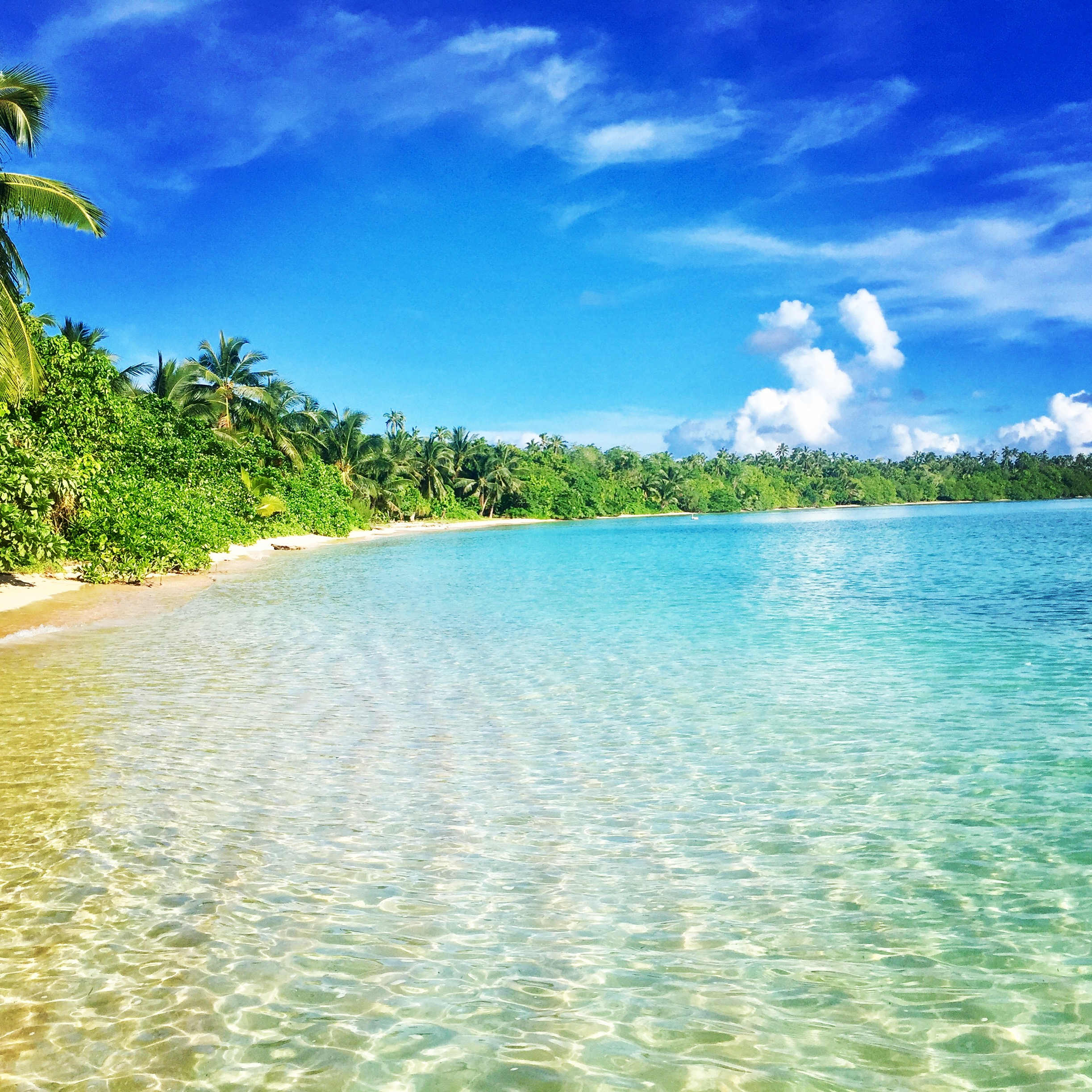
Spiaggia dell'isolotto di Faioa, a sud di Wallis

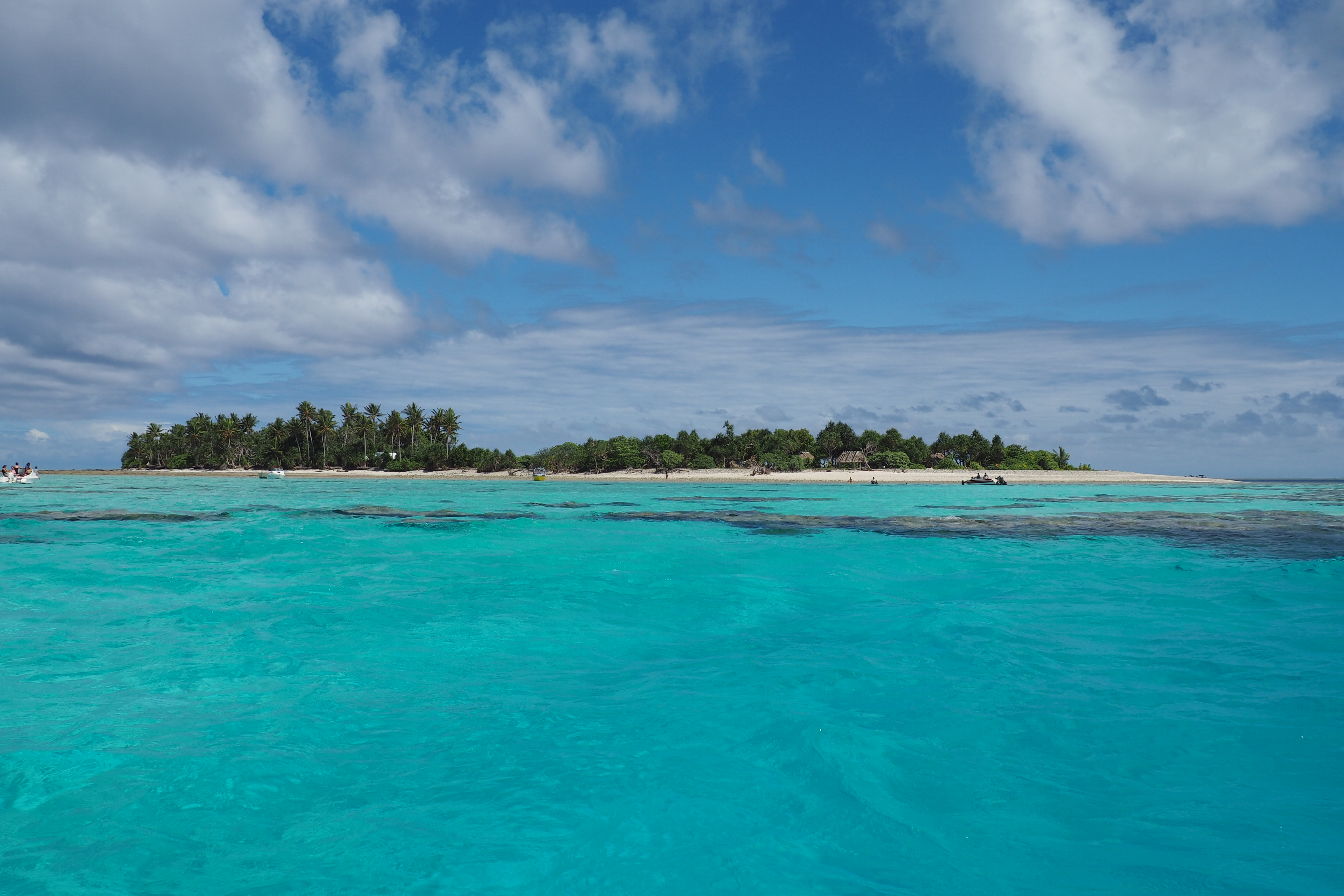
L'isolotto di Fenuafo'ou, a sud di Wallis

| Num. | Isola         | Sup. (km²) | Popolazione Censimento 2000 | Altezza (m) | Vetta massima       | Coordinate |
| ---- | ------------- | ---------- | --------------------------- | ----------- | ------------------- | ---------- |
| 1    | Iles Wallis   | 96         | 9 019                       | 151         | Monte Lulu Fakahega |            |
| 2    | Ile de Futuna | 64         | 4 700                       | 524         | Monte Singavi       |            |
| 3    | Ile Alofi     | 32         | 2                           | 410         | Monte Kolofau       |            |

## Economia
L'economia del territorio è limitata alla tradizionale agricoltura di sussistenza, con circa l'80% della forza lavoro che trae sostentamento dalle coltivazioni (noci di cocco e verdura), dall'allevamento (principalmente maiali) e dalla pesca commerciale. Circa il 4% della popolazione è impiegata dal governo. Le entrate derivano dai sussidi del governo francese, dalle licenze di pesca concesse a Giappone e Corea del Sud, dalle tasse sull'importazione e dalle rimesse dei lavoratori emigrati in Nuova Caledonia.
Nel 1995 il prodotto interno lordo aveva una parità di potere d'acquisto di circa 28,7 milioni di dollari, circa 2 000$ pro capite. Il territorio ha entrate per circa 20 milioni di dollari l'anno e spese per circa 17.
L'industria comprende produzione della copra, manifatture, pesca e legname. I prodotti agricoli comprendono frutto dell'albero del pane, igname, taro, banane, maiali e capre. Nel 1995, circa 370 000 dollari in merci (copra, frutto del pane, igname, radici di taro e manufatti) sono stati esportati, e circa 13,5 milioni di dollari di beni (alimentari, beni di consumo, equipaggiamento da trasporto, carburante, vestiti) sono stati importati, principalmente da Francia, Australia e Nuova Zelanda.
Il territorio usa il Franco CFP, come i territori francesi della Nuova Caledonia e della Polinesia francese; il Franco CFP (XPF) è agganciato all'Euro al tasso di 1 000 XPF = 8,38 €.

## Demografia
La popolazione totale del territorio al censimento del 2003 era di 14 944 abitanti (67,4% sull'isola di Wallis, 32,6% sull'isola di Futuna), in grande maggioranza di etnia polinesiana, con una piccola percentuale di discendenza francese. Più di 16 000 wallisiani e futuniani vivono come emigranti in Nuova Caledonia, il che è più della popolazione totale di Wallis e Futuna. La stragrande maggioranza degli abitanti professa la religione cattolica. La popolazione parla sia francese che wallisiano o futuniano, le lingue polinesiane indigene. Metà della popolazione totale (sia uomini che donne) sopra i 15 anni è in grado di leggere e scrivere.

## Cultura
La cultura di queste isole è tipicamente polinesiana. Soprattutto la musica di Wallis e Futuna ha una ricca tradizione.

## Trasporti e comunicazioni
Nel 1994, il territorio aveva 1 125 telefoni, una stazione radio AM e due stazioni televisive.
L'isola di Wallis ha circa 100 chilometri di strade, di cui 16 asfaltati, mentre l'isola di Futuna ne ha solo 16, tutti non asfaltati. Il territorio ha due porti principali, Leava (su Futuna), e Mata Utu, che dà supporto alla sua flotta di marina mercantile, consistente di tre navi per un totale di 92 060 tonnellate di stazza: due navi passeggeri ed una petroliera. Ci sono due aeroporti, uno con una pista asfaltata di circa 2 000 metri, e uno con una pista sterrata di 1 000 metri. Il codice nazionale (e TLD internet) è .wf.